# Warpaint (Warpaint)
| Recensione | Giudizio |
| ---------- | -------- |
| AllMusic   |          |
| NME        |          |

Warpaint è il secondo album discografico in studio del gruppo musicale art rock statunitense Warpaint, pubblicato nel gennaio 2014 dalla Rough Trade Records.

## Tracce
1. Intro – 1:51
2. Keep It Healthy – 4:02
3. Love Is to Die – 4:52
4. Hi – 5:11
5. Biggy – 5:55
6. Teese – 4:42
7. Disco//Very – 4:04
8. Go In – 4:00
9. Feeling Alright – 3:33
10. CC – 3:48
11. Drive – 5:12
12. Son – 4:07

## Formazione
- Emily Kokal - voce, chitarra
- Theresa Wayman - voce, chitarra
- Jenny Lee Lindberg - basso
- Stella Mozgawa - batteria, tastiere

## Classifiche
- Official Albums Chart - #9[3]
- Billboard 200 - #43[4]